# هيكي كالها
هيكّي ساكاري كالها (سابقًا كرونكفيست، 1 سبتمبر 1931 – 10 نوفمبر 1994) كان دبلوماسيًا فنلنديًا وفاراتووماري.
وُلد هيكّي كالها وتوفي في هلسنكي. تخرج من مدرسة تيرفايا المشتركة عام 1950، وحصل على درجة البكالوريوس في القانون من جامعة هلسنكي عام 1957، ونال درجة الماجستير عام 1960. بعد دراسته من 1958 إلى 1959، عمل لدى وزارة الشؤون الخارجية (فنلندا) في منصب كاتب عدل بمحكمة تيرفايا.
شغل كالها منصب مساعد في السفارة الفنلندية في فنلندا عام 1960، ثم أمين الدولة للشؤون الخارجية بين عامي 1963 و1964، وأمين الدولة في مدريد بين 1964 و1967 وفي طوكيو من 1967 إلى 1969، كما عمل مستشارًا ومدير مكتب في وزارة الشؤون الخارجية بين 1969 و1974. كما شغل منصب سفير فنلندا في بيروت من 1974 إلى 1977، وفي الوقت نفسه في عمّان والكويت، ثم في أثينا من 1977 إلى 1980، وفي بون من 1980 إلى 1985، ثم عمل كمفاوض في وزارة الشؤون الخارجية من 1985 إلى 1988، وعاد ليشغل منصب السفير في مدريد بين 1988 و1990 وفي طوكيو بين 1990 و1994.